# Shaun Bajada
Shaun Pierre Bajada (* 19. August 1983 in Sannat) ist ein maltesischer Fußballspieler.
Bajada begann das Fußballspielen beim örtlichen Verein Sannat Lions auf Gozo. Von dort wechselte er im Sommer 2000 zum Floriana FC. Weitere Stationen waren der FC Marsaxlokk und der FC Msida Saint Joseph sowie der FC Birkirkara. Für die Nationalmannschaft Maltas kam er zwischen 2008 und 2014 zu insgesamt 33 Einsätzen. Des Weiteren spielte er für die Auswahl Gozo bei nicht-offiziellen FIFA-Länderspielen.